# Hirbnafsah (nahija)
Nahija Hirbnafsah (ar. ناحية حربنفسه)  je sirijska nahija u okrugu Hama u pokrajini Hama. Po popisu iz 2004. (prije rata), nahija je imala 54.592 stanovnika. Administrativno sjedište je u naselju Hirbnafsah.